# Erik August Bolinder

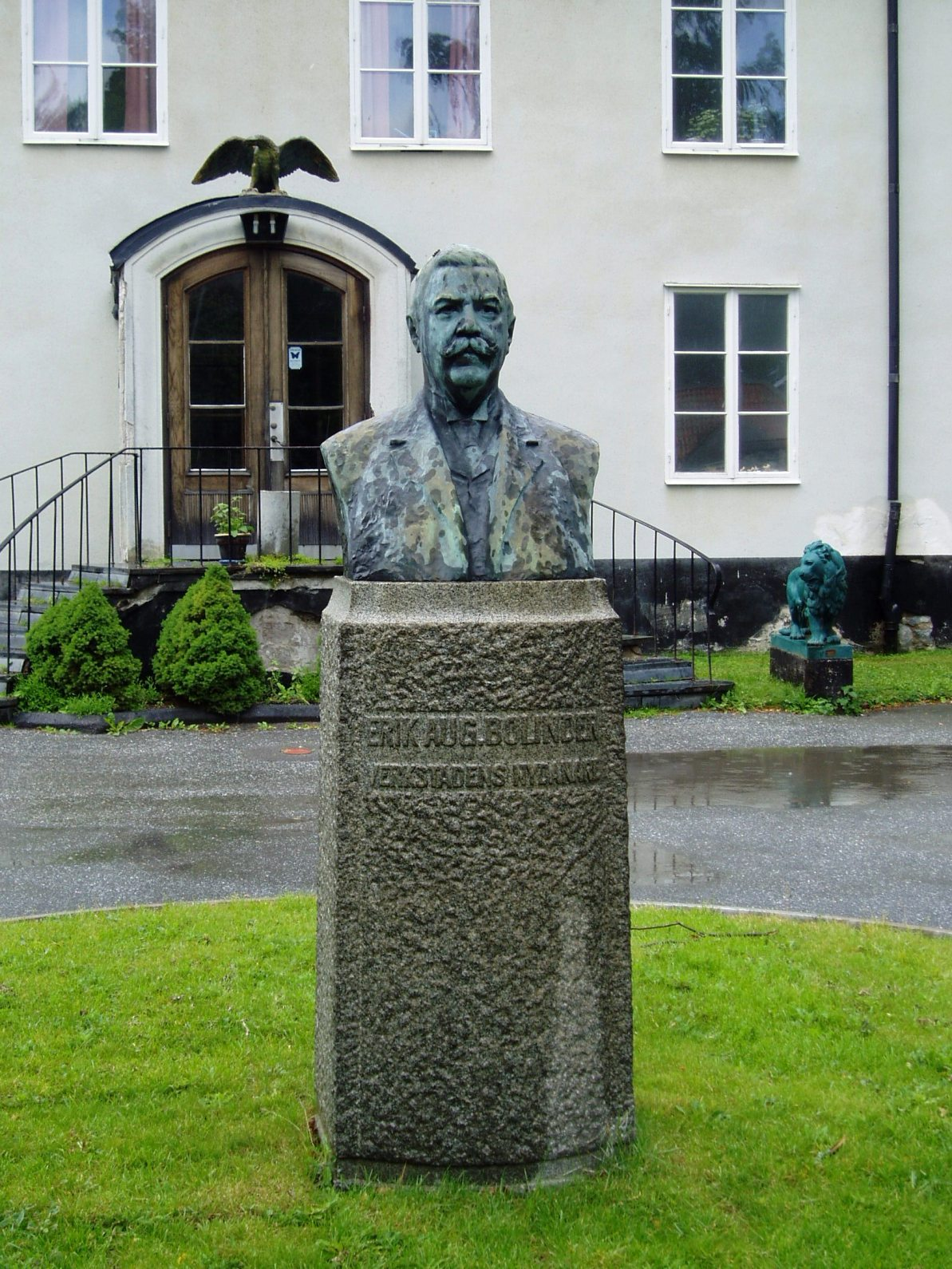
Byst föreställande Erik August Bolinder i Kallhäll.

Erik August Bolinder, född 31 augusti 1863 i Stockholm, död 1930, var en svensk verkställande direktör för J. & C. G. Bolinders Mekaniska Verkstad AB.

## Biografi
Erik August Bolinder var son till Carl Gerhard Bolinder och Selma Margareta Bäckman från Hudiksvall, och farfar till författaren Jean Bolinder. Bolinder utexaminerades från Chalmerska slöjdskolan 1884. Efter studierna tog han fyra års anställning vid större mekaniska verkstäder i England och USA, bland andra William Sellers i Philadelphia. När Bolinder kom hem från USA 1888 tog han över som VD för Bolinders. Under dennes ledning skedde en storartad utveckling av företaget, bland annat genom att man ändrade produktionstekniken efter amerikanska processer och då främst Sellers som var världsledande inom dessa.
År 1906 förvärvade J. & C.G. Bolinders Mekaniska Verkstads AB egendomen Kallhäll, Kallhälls gård, som han använde som sommarbostad till en början. Där började man omedelbart uppföra fyra olika fabriksbyggnader, nämligen gjuteri och verkstäder med pressarverkstad, spisverkstad och kraftstation. Bolaget önskade få större utrymme för sina gjuterier, eftersom platsen på Kungsholmen i Stockholm var för liten. Redan 1907 räknade man med att kunna börja tillverkningen vid Kallhäll, men tillverkningen kom igång först 1909. Fabrikgodstillverkningen och en mindre del av maskingjutningen övertogs snabbt av gjuteriet vid Kallhäll. Den större delen av maskingjutningen skedde vid Kungsholmen och expanderade genom fabrikstillverkningens utflyttning till Kallhäll. Under årens lopp skedde en betydande utbyggnad. Ett första skepp av emaljverket byggdes under år 1927–1929. Då förlängdes gjuteriet med 65 meter samt uppfördes badhus och tvättstuga för de anställda. Fem år senare, år 1934, utbyggdes emaljverkstaden med ytterligare två skepp. Den första produktionen vid Kallhäll var inriktad främst på spisar och köttkvarnar samt gjutgods för tillverkningen i företagets stockholmsverkstäder. Till dessa verkstäder skedde transporterna sjövägen med fyra motordrivna bogserbåtar och ett trettiotal pråmar.
Vid utflyttningen till Kallhäll 1909 var Erik August Bolinder verkställande direktör i bolaget. Han var kvar praktiskt taget till sin död, men under en sjukdomsperiod 1926–1927 var han ersatt av sonen Erik C.G. Bolinder och därefter var disponent Kristoffer Huldt verkställande direktör i Bolinders Mekaniska Verkstads AB under åren 1927–1932. 
Vid Bolinders död 1930, hade disponent Kristoffer Huldt (1871–1948) sedan 1927 styrt verksamheten. Denne ersattes 1932 av civilingenjör Birger Dahlerus (1891–1957) samt grevarna Göran och Stellan Mörner, vilka var gifta med döttrar till Erik August Bolinder. Företaget J. och C.G. Bolinders Mekaniska Verkstads AB bestod till 1932–1933. Då skedde en klyvning av företaget. Bolinders verkstadsavdelning sammanslogs med Munktells Mekaniska Verkstad i Eskilstuna och kallades för AB Bolinder-Munktell. Den andra delen av företaget fortsatte verksamheten vid Kallhäll under namnet Bolinders Fabriks AB. Disponent Kristoffer Huldt utövade den direkta ledningen från 1927 till företagets klyvning 1932. Därefter blev civilingenjör Birger Dahlerus verkställande direktör för Bolinders Fabriks AB och den befattningen uppehöll han till år 1956, då han avgick.
Erik August Bolinder satt i fullmäktige i Stockholms fabriksförening, var ledamot i Öfverstyrelsen för Sveriges verkstadsförening samt ledamot i direktionen över Allmänna barnbördshuset i Stockholm från 1900.